# Liste des édifices labellisés « Maisons des Illustres » en Centre-Val de Loire
Cet article recense les édifices possédant le label « Maisons des Illustres » en Centre-Val de Loire, en France. 
Au début 2024, la région compte 18 édifices ainsi labellisés.

## Liste
| Édifice                                      | Personnalité                           | Département    | Commune              | Référence                                          | Protection        | Coordonnées                 | Photo |
| -------------------------------------------- | -------------------------------------- | -------------- | -------------------- | -------------------------------------------------- | ----------------- | --------------------------- | ----- |
| Maison-école du Grand Meaulnes               | Alain-Fournier                         | Cher           | Épineuil-le-Fleuriel | MI037                                              | Inscrit MH (1972) | 46° 33′ 30″ N, 2° 35′ 01″ E |       |
| Château de Sagonne                           | Jules Hardouin-Mansart                 | Cher           | Sagonne              | MI038                                              | Classé MH (1914)  | 46° 51′ 00″ N, 2° 49′ 35″ E |       |
| Villa Charpentier                            | Félix Charpentier                      | Eure-et-Loir   | Chassant             | Actualités DRAC Centre-Val de Loire du 4 mai 2022, |                   | 48° 17′ 44″ N, 1° 03′ 27″ E |       |
| Musée Marcel Proust - Maison de tante Léonie | Marcel Proust                          | Eure-et-Loir   | Illiers-Combray      | MI043                                              |                   | 48° 17′ 59″ N, 1° 14′ 37″ E |       |
| Domaine de La Chesnaye                       | Ferdinand de Lesseps                   | Indre          | Guilly               | MI205                                              |                   | 47° 04′ 49″ N, 1° 43′ 35″ E |       |
| Domaine de George Sand                       | George Sand                            | Indre          | Nohant-Vic           | MI044                                              | Classé MH (1952)  | 46° 37′ 31″ N, 1° 58′ 36″ E |       |
| Château de Valençay                          | Charles-Maurice de Talleyrand-Périgord | Indre          | Valençay             | MI174                                              | Inscrit MH (1992) | 47° 09′ 27″ N, 1° 33′ 48″ E |       |
| Maison natale de Descartes                   | René Descartes                         | Indre-et-Loire | Descartes            | MI040                                              | Inscrit MH (1949) | 46° 58′ 21″ N, 0° 42′ 00″ E |       |
| Maison Max Ernst et Dorothea Tanning         | Max Ernst                              | Indre-et-Loire | Huismes              | MI209                                              |                   | 47° 13′ 48″ N, 0° 15′ 09″ E |       |
| Parc et demeure Édouard-André                | Édouard André                          | Indre-et-Loire | La Croix-en-Touraine | MI217                                              |                   | 47° 20′ 19″ N, 0° 59′ 24″ E |       |
| Maison natale de Ronsard                     | Pierre de Ronsard                      | Indre-et-Loire | La Riche             | MI039                                              |                   | 47° 23′ 12″ N, 0° 39′ 06″ E |       |
| Maison Lansyer                               | Emmanuel Lansyer                       | Indre-et-Loire | Loches               | MI175                                              |                   | 47° 07′ 36″ N, 0° 59′ 51″ E |       |
| Château de Saché                             | Honoré de Balzac                       | Indre-et-Loire | Saché                | MI041                                              | Inscrit MH (1932) | 47° 14′ 45″ N, 0° 32′ 40″ E |       |
| Musée Rabelais, Maison La Devinière          | François Rabelais                      | Indre-et-Loire | Seuilly              | MI045                                              | Classé MH (1930)  | 47° 08′ 26″ N, 0° 10′ 42″ E |       |
| Château de Talcy                             | Cassandre Salviati                     | Loir-et-Cher   | Talcy                | MI218                                              | Inscrit MH (2004) | 47° 46′ 11″ N, 1° 26′ 40″ E |       |
| Château de la Possonnière                    | Pierre de Ronsard                      | Loir-et-Cher   | Vallée-de-Ronsard    | MI229                                              | Classé MH (1862)  | 47° 44′ 49″ N, 0° 41′ 31″ E |       |
| Château de Denainvilliers                    | Henri Louis Duhamel du Monceau         | Loiret         | Dadonville           | MI230                                              | Inscrit MH (1969) | 48° 09′ 01″ N, 2° 14′ 29″ E |       |
| Château de Sully-sur-Loire                   | Maximilien de Béthune                  | Loiret         | Sully-sur-Loire      | MI042                                              | Inscrit MH (1944) | 47° 46′ 04″ N, 2° 22′ 31″ E |       |